# Sa’gya
Sa’gya lub Sajia (tyb. ས་སྐྱ་རྫོང, Wylie: sa skya rdzong, ZWPY: Sa’gya Zong; chiń. upr. 萨迦县; pinyin Sàjiā Xiàn) – powiat we południowej części Tybetańskiego Regionu Autonomicznego, w prefekturze Xigazê. W 1999 roku powiat liczył 43 405 mieszkańców.